# فيليكس مونتي
فيليكس مونتي (بالإنجليزية: Félix Monti)‏ (و. 1938 – م) هو مصور، ومصور سينمائي، ورسام من الأرجنتين. ولد في البرازيل.

## وصلات خارجية
- فيليكس مونتي على موقع IMDb (الإنجليزية)
- فيليكس مونتي على موقع ألو سيني (الفرنسية)
- فيليكس مونتي على موقع أول موفي (الإنجليزية)
- فيليكس مونتي على موقع قاعدة بيانات الأفلام السويدية (السويدية)
- فيليكس مونتي على موقع قاعدة بيانات الفيلم (الإنجليزية)
- فيليكس مونتي على موقع كينوبويسك (الروسية)